# Labridella cornu-cervae
Labridella cornu-cervae är en svampart som beskrevs av Brenckle 1929. Labridella cornu-cervae ingår i släktet Labridella och familjen Amphisphaeriaceae.   Inga underarter finns listade i Catalogue of Life.